# Kaylee Frye
Kaywinnet Lee « Kaylee » Frye est un personnage de la franchise Firefly (la série télévisée Firefly, le film Serenity et les comics Serenity). Elle est jouée par Jewel Staite. Kaylee a des compétences excellentes en mécanique malgré son absence de formation et est la mécanicienne du Serenity,,. Elle est exceptionnellement joyeuse et enjouée, gardant le sourire même quand le moral de tout le monde est bas,,,.

## Histoire
Jewel Staite décrit le caractère de son personnage comme bienveillant, doux, et « tout à fait sincère dans cette douceur », ajoutant qu'« elle aime être sur ce vaisseau. Elle aime tous ces gens. Et c'est la seule qui les aime tous incroyablement sincèrement. »
Staite a dit au magazine Interview que « c'est une fille facile avec le cœur sur la main. » À côté de ses compétences en mécanique qui lui permettent de tout réparer, elle aime les choses féminines et est ennuyée que Mal ne voie pas qu'elle est autant une femme qu'une mécanicienne Cet aspect, récurrent dans la série, est particulièrement visible dans l'épisode Le Duel, quand il critique son désir d'acheter une belle robe car elle n'en aurait pas l'usage dans le cadre de son travail.
Un flashback dans l'épisode La Panne montre comment elle a rejoint l'équipage du Serenity après que le capitaine eut surpris Bester, son mécanicien de l'époque, en train de faire l'amour avec une jeune femme dans la salle des machines du vaisseau alors coincé au sol par une panne matérielle. Bester prétend que le vaisseau est irréparable mais la jeune femme qui s'avère être Kaylee identifie et répare immédiatement la panne. Impressionné par ses capacités, Mal lui offre immédiatement la place de Bester.
Quand Kaylee rencontre pour la première fois Simon Tam dans l'épisode pilote, elle est immédiatement attirée par ce docteur bien habillé. Quand elle reçoit plus tard une balle dans l'estomac tirée par un passager, Simon refuse de soigner sa blessure avant d'avoir la promesse que lui et sa sœur River seraient autorisés à rester sur le Serenity. Malgré cela, Kaylee est encore plus attirée par le docteur après qu'il l'ait sauvée.
Jayne Cobb embarrasse à plusieurs reprises Kaylee en se moquant de son attraction pour Simon, souvent devant ce dernier. Son attirance pour Simon ne débouche sur rien dans la série, même s'il est clair que ce sentiment est réciproque. À plusieurs reprises, les deux personnages sont sur le point de se déclarer mais Simon fait sans s'en rendre compte une remarque blessante sur le vaisseau ou Kaylee elle-même. Simon finit par se déclarer à Kaylee dans le film Serenity, et la fin du film les montre tous les deux ensemble et ils sont en couple dans la mini-série de comics Serenity: Firefly Class 03-K64 - Leaves on the Wind qui se passe neuf mois plus tard.
Durant la Dallas Sci Fi Expo, Jewel Staite a dit que si la série avait continué, elle aurait aimé voir Kaylee et Simon avoir un bébé.